# Ḫatti

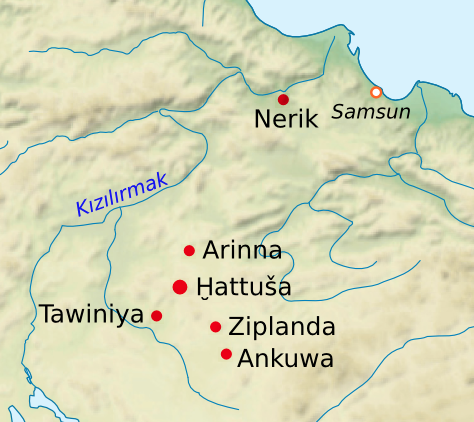
Zentralanatolien

Ḫatti ist eine bronzezeitliche Landschaft in Kleinasien am Halysbogen (türkisch Kızılırmak). Nach dem Ende der Bronzezeit wurde der Name für Nordsyrien gebraucht (neo-hethitische Staaten).
Die älteste Erwähnung findet sich in der akkadischen Naram-Sîn-Dichtung (1. Hälfte des 22. Jahrhunderts v. Chr.), wo ein sagenhafter König Pamba von Ḫatti genannt wird. In den altassyrischen Urkunden von Kültepe ab 1900 v. Chr. bezeichnet Ḫatti eine Region im Halysbogen, wo sich mehrere Stadtstaaten befanden. Die Bevölkerung dieser Region waren die nichtindoeuropäischen Hattier.
Bei den Hethitern konnte Ḫatti das hethitische Reich oder das Kernland mit den wichtigen Städten Ḫattuša, Arinna, Tawiniya, Zippalanda und Ankuwa bezeichnen.
Nach dem Zusammenbruch des Hethiterreiches um 1180 v. Chr. ging der Name Ḫatti auf die neohethitischen Staaten in Nordsyrien über, besonders das Land um Karkamis konnte in neuassyrischen Quellen so genannt werden. Von hier fand der Name als Ḥittîm „Hethiter“ Eingang ins Alte Testament. Somit bezieht sich dieser Name nicht auf die bronzezeitlichen Hethiter.